# سالم الغامدي
سالم حايف الغامدي (مواليد 23 يونيو 1995) هو لاعب كرة قدم سعودي.

## مسيرة اللاعب
لعب في نادي العين ونادي الحجاز ونادي النهضة ونادي الجيل.